# 黄胸梅花雀
黄胸梅花雀（学名：Estrilda paludicola），是梅花雀科梅花雀属的一种，分布于加蓬、安哥拉、中非共和国、赞比亚、苏丹、埃塞俄比亚、肯尼亚、坦桑尼亚、卢旺达、布隆迪、刚果民主共和国、乌干达和刚果。全球活动范围约为1,800,000平方千米。该物种的保护状况被评为无危。
黄胸梅花雀的平均体重约为7.6克。栖息地包括乡村花园、亚热带或热带的旱林、亚热带或热带的（低地）季节性湿润草原和耕地。